# Валько Богдан Олександрович
Богдан Олександрович Валько́ (нар. 20 вересня 1934, Львів — 5 лютого 2006) — український художник скла; член Спілки художників України з 1979 року; заслужений майстер народної творчості УРСР з 1983 року.

## Біографія
Народився 20 вересня 1934 року у місті Львові (тепер Україна). Здобув середню освіту. З 1963 року працював майстром-склодувом на Львівській керамічно-скульптурній фабриці.
Помер 5 лютого 2006 року.

## Творчість
У гутній техніці створював вази для квітів, декоративні композиції, кубки, набори для десерту, графини, куманці, фляги, декоративні тарілки, кухлі, при цьому для декорування виробів застосовував техніку кольорової скляної нитки, кракле, повітряних пухирців, багатошарового скла тощо. Серед робіт:
- набори ваз:
  - «Полум'я Перемоги» (1975);
  - «Золота осінь» (1982);
  - «Схід сонця» (1983);
  - «Святкові» (1983, 1988);
- декоративний набір (1971),
- декоративні композиції:
  - «З глибини пам'яті» (1985);
  - «Веселкові» (1985);
  - «Світанкові роси» (1985);
  - «Російські берези» (1986);
  - «Мереживо» (1990);
  - «Мрія» (1990);
  - «Аритмія» (1999);
  - «Пісня гутному склу» (1999).

Роботи майстра  зберігаються в Музеї етнографії і художнього промислу, Музеї українського народного декоративного мистецтва.